# Bona nox
Bona nox! bist a rechta Ox K 561 è un canone a quattro voci a cappella, composto da Wolfgang Amadeus Mozart.
La composizione fu inserita da Mozart stesso nel suo catalogo personale il 2 settembre 1788 insieme ad altri nove canoni dello stesso genere.

## Musica
Il canone è scritto nella tonalità di La maggiore con un metro di 2/2. Il tema dura sedici battute, dopo le quali ognuna delle voci entra a distanza di quattro battute l'una dall'altra.

## Testo
Il testo è stato scritto con ogni probabilità da Mozart stesso. C'è infatti una forte somiglianza con un poscritto della madre a una delle lettere di Wolfgang, datata 26 settembre 1777 e indirizzata al padre Leopold. Espressioni simili si trovano inoltre in una lettera di Mozart alla sorella e datata 7 luglio 1770.
| Versione originale[3] | Versione originale[3] |
| --- | --- |
| Bona nox! bist a rechta Ochs; bona notte, liebe Lotte; bonne nuit, pfui, pfui; good night, good night, heut müssma noch weit; gute Nacht, gute Nacht, scheiß ins Bett dass' kracht; gute Nacht, schlaf fei g'sund und reck' den Arsch zum Mund. | Buona notte [latino] sei proprio un vero bue; Buona notte [italiano] cara Lotte; Buona notte, [francese] pfui, pfui; Buona notte, buona notte [inglese] abbiamo ancora molta strada da fare domani; Buona notte, buona notte, caga nel letto, [fa'] che scoppi;[4] Buona notte, dormi bene e porgi il culo alla bocca.[5] |
| Versione parzialmente modificata | Versione parzialmente modificata |
| --- | --- |
| Bona nox! bist a rechter Ochs, bona notte, liebe Lotte; bonne nuit, pfui, pfui; good night, good night, heut' müssma no weit; gute Nacht, gute Nacht, 's wird höchste Zeit, gute Nacht, schlaf' fei g'sund und bleib' recht kugelrund. | Bona nox! sei proprio un vero bue; Buona notte cara Lotte; Buona notte, pfui, pfui; Buona notte, buona notte abbiamo ancora molta strada da fare domani; Buona notte, buona notte è giunto il momento, buona notte Dormi bene e rimani ben pingue. |
| Versione completamente modificata[6] | Versione completamente modificata[6] |
| --- | --- |
| Gute Nacht! bis der Tag erwacht! Alle Sorgen, ruht bis morgen! Euch gute Nacht! Schlaf wohl! schließ(t) nur die Augen (jetzt) zu, schlaf mein Liebchen, fein sanft, schlaf in guter Ruh, gute Nacht! Schlaft fein süß, bis nun der Tag erwacht! | Buona notte, finché non si farà giorno! Tutte le preoccupazioni, riposate fino al mattino! Buona notte a voi! Dormi bene! chiudi(/ete) gli occhi (adesso), dormi, mia cara, dolcemente, dormi in pace, Buona notte! dormite bene, finché non si farà giorno! |

## Influenze
La versione completamente modificata rispetto all'originale in cinque lingue diverse, (latino, italiano, francese, inglese, e tedesco), con le rime non conservate, è ancora largamente diffusa nella musica tradizionale tedesca.